# Convento de la Santísima Trinidad (Cartaya)
El antiguo convento de Mercedarios Descalzos de la Santísima Trinidad de Cartaya (Provincia de Huelva, España) es un ejemplo de la arquitectura conventual de la segunda mitad del siglo XVIII, ya academicista, de transición del barroco al neoclasicismo. 
En el plano urbanístico, el convento se sitúa en el centro de la ampliación moderna del casco histórico de Cartaya, aglutinado en torno a la Iglesia Parroquial de San Pedro, siendo un referente incuestinable de dicho sector de la población. Es el edificio de mayores dimensiones de la localidad, el único construido en piedra y uno de los pocos de carácter noble de la misma, habiendo sus rasgos estilísticos influido en la arquitectura local desde el siglo XIX, protagonizando y condicionando por tanto el conjunto urbano de Cartaya.
Su imagen, y en especial la de su torre campanario, domina la silueta de la población desde sus distintas vías de acceso, siendo una de las señas de identidad más importantes de la localidad, referencia simbólica imprescindible de la misma junto a la referida Iglesia Parroquial de San Pedro y el Castillo de los Zúñiga.
Es Bien de Interés Cultural, con categoría de Monumento.

## Historia
El Convento ocupa el lugar de otro anterior levantado entre 1624 y 1628, que alojó a la congregación desde la fundación del cenobio. Pero los distintos terremotos y vendavales que se sucedieron a lo largo del siglo XVIII le afectaron gravemente. En principio la intención fue reparar ese edificio primitivo, pero sucesivos informes periciales aconsejaron su derribo y sustitución por uno de nueva planta.
La construcción del nuevo Convento comenzó en 1774 y terminó en 1778, siendo promovido por el General de la Orden Mercedaria Descalza Fray Miguel Ramón de San José. A lo largo del proceso se sucedieron en la dirección de la obra tres maestros: el posiblemente roteño Pedro Ximenes, Manuel Tadeo de Mora y por último el ursaonense Antonio Ruiz Florindo, miembro de una saga de arquitectos con bastante trabajo en su zona de origen.
Inaugurado en 1778, tuvo una vida relativamente corta, pues los frailes tuvieron que desalojarlo en cumplimiento de una orden de 20 de marzo de 1820, y aunque volvieron en 1823, fue por poco tiempo, pues la exclaustración definitiva se produjo en noviembre de 1835. En 1840 tiene lugar la enajenación, aunque no la venta efectiva, que no se produce hasta un poco después, antes de 1846. El Ayuntamiento de Cartaya compró la capilla después de 1847 y la cedió a la Parroquia, que la tenía como propia en 1860, hasta que la vendió en pública subasta en 1917.

## Descripción
El edificio estaba constituido con los tres espacios habituales en este tipo de cenobios: convento, iglesia o capilla con sus dependencias anejas, y huerto, este último ya segregado del resto y edificado. El templo o capilla conventual es la construcción más antigua, edificada entre 1624 y 1628, siguiendo el modelo de la que la Orden de la Merced Descalza había construido poco antes en Cádiz. Se trata de un edificio de una sola nave con crucero indicado y cabecera plana. Era una construcción con muros de mampostería reforzada por verdugadas de ladrillo, cubierta con bóveda de cañón con lunetos en la nave y el presbiterio, y media naranja sobre pechinas en el crucero.
Esta construcción original ha sufrido diversas alteraciones: en 1777 se reforzó la cabecera con dos contrafuertes y se enfoscaron las paredes exteriores imitando sillares en amarillo con llagueado en blanco; ha desaparecido la fachada original, sustituida por otra de ladrillo más avanzada respecto al plano de la calle; la nave se presenta actualmente cubierta con forjado de hormigón, habiendo desaparecido la bóveda y rebajado la altura de sus paredes; el presbiterio también ha perdido la bóveda; y todo el volumen del conjunto está dividido tanto vertical como horizontalmente.
Conserva el templo la media naranja del crucero, realizada con una doble vuelta de ladrillo en plano y decorada con ocho bandas radiales y un pinjante bulboso central, la cual descansa sobre una sencilla cornisa de canon clásico. Los arcos torales apean sobre pilastras adosadas, que dan forma al crucero indicado. Al exterior animan la fachada lateral los dos contrafuertes dieciochescos, y las cornisas del crucero y el presbiterio, de formas clásicas.
Adosados a la Iglesia se encuentran dos construcciones complementarias: junto a la cabecera, la sacristía, que tuvo dos plantas, la inferior cubierta con bóveda, y de la que sólo quedan dos de sus tres muros perimetrales; y la torre, una de las partes más interesantes y mejor conservadas del conjunto.
El Convento se ubica en el frente sureste de la Iglesia, se encuentra adosado a la misma y a la torre por su fachada principal. Es una amplia construcción distribuida en dos plantas y ordenada en torno a dos patios de superficies desiguales, rectangular el mayor y cuadrado el más pequeño. Conforman el conjunto dos crujías paralelas: la delantera o principal, que da hacia la calle Convento; y la trasera, hacia la desaparecida zona del huerto, unidas entre sí por otras dos crujías menores, transversales, una central o de escaleras, y otra exterior.
En la planta baja las crujías principales iban cubiertas con bóvedas de arista separadas por fajones, algunas con decoración en relieve, que apeaban sobre ménsulas terminadas en pinjantes, de las cuales se conservan, las de la crujía delantera o de fachada y las huellas en los muros de las demás. La crujía intermedia alojaba una escalera monumental, de planta en H, de la que se conserva la arquería y la bóveda de soporte de la meseta, así como los muros exteriores con sus vanos. La crujía trasversal exterior o del sur, va cubierta con bóveda de cañón rebajado de doble vuelta, que se conserva completa; se comunicaba con el huerto a través de un amplio vano de medio punto, situado en el centro de la crujía, y cuya altura determina la existencia de un luneto que interrumpe la bóveda.
La planta alta reproduce el plano de la baja por completo, pero solo se conservan los muros, y no en todo su perímetro. El elemento más notable de esta planta es una triple arcada de medio punto con intradós achaflanado, que apea sobre pilares rectangulares de aristas también achaflanadas con molduras a modo de capiteles. Los patios iban porticados en la planta baja, con galerías cubiertas con bóvedas de arista separadas por fajones, que apeaban sobre ménsulas prolongadas por pinjantes; se abrían al patio por arcos de medio punto rebajados que apeaban sobre columnas de mármol de Génova, de orden dórico; el patio mayor presentaba tres arcos por cada lado, y el menor tres en los lados mayores y dos en los menores; de todo el conjunto solamente se conserva una de las bóvedas, en el ángulo nororiental del patio mayor. En planta alta, las galerías de los patios eran cerradas, y su iluminación y ventilación se realizaba mediante balcones; los muros presentaban pilastras adosadas prolongando las columnas de la planta baja. Las aguas de lluvia procedentes de los tejados que vertían al patio principal se recogían en dos aljibes, existentes aún, de los que se conserva uno de los dos brocales. 
La única fachada que mantiene un estilo definido es la principal, distribuida en dos plantas separadas por una cornisa. La planta alta termina en un entablamento con ancha cornisa, sobre la que va el antepecho de la azotea. En ambas plantas unas pilastras dóricas enmarcan las portadas, señalan el límite entre los dos patios y refuerzan las esquinas. El conjunto presenta dos puertas, enmarcadas ambas por sendas pilastras, que dan acceso a los dos patios. La principal actualmente transformada en ventana, está enmarcada por una sencilla moldura mixtilínea centrada por el escudo de la Orden. La secundaria no lleva decoración, salvo un cordón o baquetón que recorre las aristas. El resto de los vanos, ventanas y balcones, llevaban rejería de forja. 
La torre campanario, se encuentra adosada al templo por el lado sur de la fachada principal. Presenta un cuerpo medio o caña que sobrepasa ligeramente en altura original de la nave de la Iglesia, y aloja en su interior la escalera que da acceso al campanario. Este cuerpo medio se asienta sobre una edificación anterior más antigua, consistente en un habitáculo de planta cuadrada cubierto con bóveda apuntada de crucería, reforzada por gruesos nervios de sección cuadrada, posible presbiterio de una antigua ermita, dado que uno de sus lados se abre mediante un ancho arco apuntado, siguiendo así la orientación canónica de un templo. Sobre esta base se asienta la caña de la torre, cuyo exterior presenta los muros cerrados. En la zona superior este cuerpo termina en un entablamento decorativo, rematado por una amplia cornisa realizada en piedra ostionera, con dos pinjantes de morfología textil en cada uno de sus cuatro frentes. Sobre esta base se asienta el cuerpo de campanas, de planta cuadrada, con ángulos achaflanados; presenta en cada frente un vano de medio punto trasdosado y con la clave en resalte, flanqueado con dos pilastras adosadas de capiteles corintios que sostienen un entablamento liso interrumpido por las prolongaciones de las mismas pilastras y del resalte de la clave del arco, en cuya zona superior de los ángulos termina con perinolas cerámicas sobre dados. Remata la torre un chapitel bulboso de planta octogonal sobre base prismática, también octogonal, decorado en la mitad superior con azulejos dieciochescos distribuidos en dos fajas o niveles; el inferior con piezas de diseño floral y el superior de cuadros verdes y blancos. El conjunto está rematado con un pequeño casquete semiesférico que culmina en una cruz de forja.